# Stevens Point
Stevens Point è una città degli Stati Uniti, situata nella contea di Portage, nello Stato del Wisconsin.